# 任春元
任春元（1531年—？年），字長卿，浙江紹興府餘姚縣人，明朝政治人物。

## 生平
嘉靖三十四年（1555年）舉乙卯科浙江鄉試第二十二名，嘉靖四十一年（1562年）壬戌科進士。曾官福建侯官縣知縣。歷官刑部员外郎，隆慶四年（1570年）十二月改授江西道監察御史，巡按江西，萬曆元年（1573年）举荐尚书李迁、都御史曾于拱、少卿夏栻、佥事周采凡四人。贬夔州府推官，升刑部郎中，十五年（1587年）二月降一级調外任，降廣德州知州。十九年二月以重囚越狱，罚俸三月，四月升广东佥事，驻札罗定。

## 家族
曾祖任澤；祖任佐；父任正；母潘氏。慈侍下。弟春和。